# Pleurotus nebrodensis
Pleurotus nebrodensis är en svampart som först beskrevs av Inzenga, och fick sitt nu gällande namn av Lucien Quélet 1886. Pleurotus nebrodensis ingår i släktet Pleurotus och familjen musslingar.   Inga underarter finns listade i Catalogue of Life.

## Källor

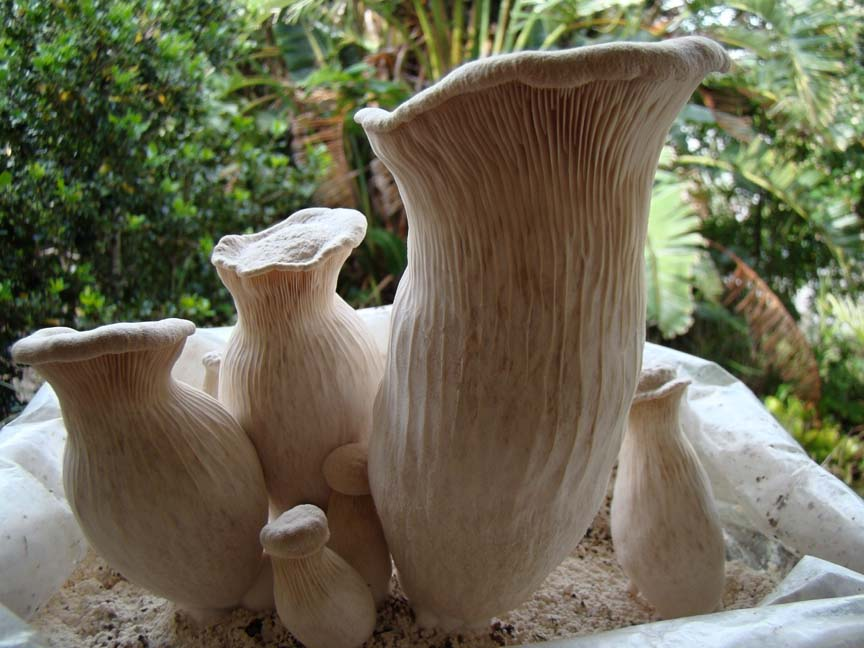
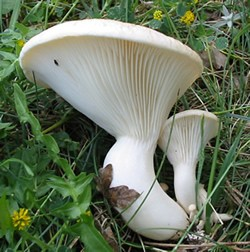